# Майже періодична функція
Майже періодична функція — це узагальнення поняття  періодичної функції — функція, яка є періодичною з довільним наперед заданим рівнем точності, з відповідними, добре розподіленими «майже періодами». Вперше поняття майже періодичної функції було запроваджене данським математиком Гаральдом Бором та потім розвинене у роботах С. Бохнера, В. В. Степанова, Г. Вейля, А. С. Безиковича, Дж. фон Неймана та інших математиків. Теорія майже періодичних функцій розвивається у зв'язку із задачами теорії диференціальних рівнянь, теорії стійкості, теорії динамічних систем та ін.
Майже періодичні функції мають в собі звичайні періодичні функції, а також тісно пов'язані з тригонометричними поліномами, тобто з сумами вигляду
{\displaystyle \sum _{i=1}^{n}(a_{n}\cos(\lambda _{n}x)+b_{n}\sin(\lambda _{n}x))} або {\displaystyle \sum _{i=1}^{n}c_{n}e^{i\lambda _{n}x}},
де {\displaystyle a_{n},b_{n},c_{n},\lambda _{n}} — довільні дійсні числа. Зауважимо, що якщо {\displaystyle \lambda _{n}=n}, то вказані поліноми є періодичними функціями.

## Мотивація
Перша проблема, яку можна віднести до теорії майже періодичних функцій, була поставлена Ж. Л. Лагранжем у 1782 році у зв'язку з вивченням руху планет. А саме, Ж. Л. Лагранж порушив питання про існування так званого середнього руху в узагальненого тригонометричного полінома й розв'язав це питання в окремому випадку. Цій проблемі присвячено багато досліджень, її вивчали П. Боль, Ф. Бернштейн, Г. Вейль; остаточне розв'язання цієї проблеми запропонували Б. Йєссен і Г.Торнхав.
Г. Бор помітив, що питання Лагранжа має істотне відношення до більш широкого класу функцій. У зв'язку з цим, а також у зв'язку з вивченням {\displaystyle \zeta } — функції Рімана ним була створена теорія майже періодичних функцій. Зокрема, Г. Бор узагальнив задачу Лагранжа й довів існування аналога середнього руху для довільної майже періодичної функції, відмежованої від нуля.
Подальший розвиток ця теорія одержала, окрім робіт Г. Бора, у роботах А. С. Безиковича, М. М. Боголюбова, С. Бохнера, Г. Вейля, Н. Вінера, Б. Я. Левіна, Б. М. Левітана, В. О. Марченка, Дж. фон Неймана, В. В. Степанова та інших. Зокрема, В. В. Степанов, Г. Вейль, А. С. Безикович розглядали функції, майже періодичні не в рівномірній метриці, як у Бора, а майже періодичні щодо тієї або іншої інтегральної метрики.
Основне застосування майже періодичні функції знайшли в теорії диференціальних рівнянь як звичайних, так і з частинними похідними, у нескінченновимірних еволюційних рівняннях, у теорії чисел. Майже періодичні за Безиковичем функції також використовуються в теорії ймовірностей, в теорії {\displaystyle \zeta } — функції Рімана, та при вивченні майже періодичних перерізів багатозначних відображень.

## Майже періодичні функції Бора

### Означення
Спочатку наведемо деякі допоміжні означення. Нехай {\displaystyle f(x)} — деяка неперервна функція дійсного аргументу.
Означення 1. Число {\displaystyle \tau \in \mathbb {R} } називається {\displaystyle \varepsilon }-майже періодом функції {\displaystyle f(x)}, якщо для всіх {\displaystyle x\in \mathbb {R} } виконується нерівність
{\displaystyle |f(x+\tau )-f(x)|<\varepsilon .}
Означення 2. Підмножина {\displaystyle E} дійсних чисел називається відносно щільною в {\displaystyle \mathbb {R} }, якщо існує таке число {\displaystyle l>0}, що в довільному інтервалі {\displaystyle [a,a+l]} довжини {\displaystyle l} знайдеться хоча б одне число з {\displaystyle E}.
Означення 3. (за Бором) Неперервна в {\displaystyle \mathbb {R} } функція {\displaystyle f(x)} називається рівномірною майже періодичною функцією або майже періодичною функцією Бора, якщо для будь-якого {\displaystyle \varepsilon >0} існує відносно щільна множина векторів {\displaystyle \varepsilon }-майже періодів функції {\displaystyle f(x)}.
Іншими словами для довільної майже періодичної функції {\displaystyle f(x)} та довільного {\displaystyle \varepsilon >0} знайдуться такі числа {\displaystyle \tau }, які досить «густо» заповнюють всю числову пряму, що виконуватиметься нерівність із означення 1.
Означення 4. (за Бохнером). Функція {\displaystyle f(x)} є майже періодичною тоді і тільки тоді, коли послідовність {\displaystyle \{f(x+t_{n})\}} (послідовність зсувів функції {\displaystyle f(x)}) є відносно компактною для кожного {\displaystyle x}, тобто з неї можна виділити рівномірно збіжну підпослідовність.
Означення майже періодичності за Бором та за Бохнером є еквівалентними.

### Властивості
- Майже періодична функція є рівномірно обмеженою.
- Якщо {\displaystyle \tau } — {\displaystyle \varepsilon }-майже період функції {\displaystyle f(x)}, то {\displaystyle -\tau }- {\displaystyle \varepsilon }-майже період функції {\displaystyle f(x)}.
- Якщо {\displaystyle \tau _{1}}, {\displaystyle \tau _{2}} — {\displaystyle \varepsilon }-майже періоди функції {\displaystyle f(x)}, то {\displaystyle \tau _{1}\pm \tau _{2}} — {\displaystyle 2\varepsilon }-майже період функції {\displaystyle f(x)}.

- Майже періодична функція є рівномірно неперервною на всій осі.
- Якщо функція {\displaystyle f(x)} є майже періодичною, то {\displaystyle |f(x)|} — майже періодична функція.
- Якщо дійснозначна функція {\displaystyle f(x)} є майже періодичною, то {\displaystyle \max(|f(x)|,0)} — майже періодична функція.

- Якщо комплекснозначна функція {\displaystyle f(x)} є майже періодичною, то {\displaystyle Re(f(x))} та {\displaystyle Im(f(x))} — майже періодичні функції.

- Якщо функція {\displaystyle f(x)} є майже періодичною, то {\displaystyle f^{2}(x)} — майже періодична функція.
- Якщо функція {\displaystyle f(x)} є майже періодичною і {\displaystyle |f(x)|\geqslant k>0}, то {\displaystyle {\frac {1}{f(x)}}} — майже періодична функція.
- Множина майже періодичних функцій є замкнутою відносно норми {\displaystyle ||f||=\sup _{x}|f(x)|}.

### Критерій Бохнера майже періодичності неперервної функції
Неперервна функція {\displaystyle f(x)} є майже періодичною тоді і тільки тоді, коли для {\displaystyle \forall } послідовності {\displaystyle \{h_{n}\}} {\displaystyle \exists } підпослідовність {\displaystyle \{h_{n'}\}\subset \{h_{n}\}} така, що послідовність функцій {\displaystyle \{f(x+h_{n'})\}} збігається за нормою {\displaystyle ||f||=\sup _{x}|f(x)|}.
Узагальнення критерію Бохнера:
Нехай {\displaystyle \{f_{n}(x)\}} — сім'я функцій з наступними властивостями:
1) {\displaystyle \{f_{n}(x)\}} — рівномірно обмежена;
2) {\displaystyle \{f_{n}(x)\}} — рівностепенево неперервна;
3) {\displaystyle \{f_{n}(x)\}} — рівномірно майже періодична(тобто має відносно щільну множину загальних майже періодів).
Тоді існує підпослідовність {\displaystyle \{f_{n'}(x)\}}, що збігається за нормою {\displaystyle ||f||=\sup _{x}|f(x)|}.
Наслідки:
- Якщо функції {\displaystyle f(x)} і {\displaystyle g(x)} є майже періодичними, то {\displaystyle f(x)+g(x)} — майже періодична функція.
- Якщо функції {\displaystyle f(x)} і {\displaystyle g(x)} є майже періодичними, то {\displaystyle f(x)g(x)} — майже періодична функція.

- Якщо функція {\displaystyle f(x)} є майже періодичною, а {\displaystyle f'(x)} є рівномірно неперервною, то {\displaystyle f'(x)} — майже періодична функція.

## Узагальнення поняття майже періодичних функцій

### Майже періодичні функції Безиковича
А. С. Безикович узагальнив поняття майже періодичності та розглянув простір
Bp, що є замиканням множини експоненціальних сум у метриці, що визначається напівнормою:
{\displaystyle ||f||_{B,p}=\limsup _{x\to \infty }\left({1 \over 2x}\int _{-x}^{x}|f(s)|^{p}\,ds\right)^{1/p}}

### Майже періодичні функції Степанова
Простір Sp був введений В. В. Степановим і є замиканням множини тригонометричних поліномів за нормою:
{\displaystyle ||f||_{S,r,p}=\sup _{x}\left({1 \over r}\int _{x}^{x+r}|f(s)|^{p}\,ds\right)^{1/p}}
для будь-якого додатнього значення r.

### Майже періодичні функції Вейля
Простір Wp був введений Г. Вейлем і є замиканням множини тригонометричних поліномів за напівнормою:
{\displaystyle ||f||_{W,p}=\lim _{r\mapsto \infty }||f||_{S,r,p}}